# Wisakedjak
Wisakedjak (Wesakechak), Wisakedjak je dobronamjerni kulturni heroj plemena Menominee, Algonquin i Cree (ponekad ga folkloristi nazivaju "transformerom".) Njegovo se ime piše na mnogo različitih načina djelomično zato što je Cree izvorno bio nepisani jezik (pa su ga govornici engleskog samo slovkali kako god zvučalo njih u to vrijeme), a djelomično i zato što se Cree jezik govori u velikom geografskom rasponu i u Kanadi iu SAD-u, pa ima mnogo različitih dijalekata. Wisakedjak je varalica čije su avanture često duhovite. Međutim, za razliku od prevaranata prerijskih plemena, Wisakedjak se obično prikazuje kao vjerni prijatelj čovječanstva, a nikada kao opasno ili destruktivno biće.
Pojedinosti Wisakedjakova života znatno se razlikuju od zajednice do zajednice. U nekim mitovima, Wisakedjaka je posebno stvorio Veliki duh da bude učitelj za čovječanstvo. U drugima, on je bio božanski sin Zemlje. A u drugim legendama, bio je sin čudovišta Rolling Heada, koji je bio prisiljen ubiti svoju nasilnu majku kako bi preživio. U mnogim predajama Wisakedjakov mlađi brat bio je Vuk, Mahihkan, kojeg su ubili vodeni risovi ili rogate zmije.
Ostal varijante imena: Wisakejak, Wisakecahk, Wisakechak, Wesakechak, Wesakaychak, Wesakejak, Wisagatcak, Weesageechak, Weesagechak, Wiisaakechaahk, Wiisagejaak, Wissaketchak, Wissakatchakwa, Wîsahkecâhk, Wisahkecahk, Wisakecahk, Weskechak, Wesakecak, Wesakechak, Wiskejak, Wiskedjak, Wisaketjak, Wisagatcak, Wizakejak, Wisakejak, Wizakeshak, Wissekedjak, Weesakeechuk, Weesageechak, Wesucechak, Wisatkatcak, Whiskey-Jack, Whiskeyjack, Wisahkecahkw, Wee-sa-hay-jac, Wissekedjawk, Wisaketcakw